# Martorell (kommunhuvudort)
Martorell är en kommunhuvudort i Spanien.   Den ligger i provinsen Província de Barcelona och regionen Katalonien, i den östra delen av landet, 500 km öster om huvudstaden Madrid. Martorell ligger 71 meter över havet och antalet invånare är 26 681.
Terrängen runt Martorell är kuperad åt sydost, men åt nordväst är den platt. Martorell ligger nere i en dal. Runt Martorell är det tätbefolkat, med 613 invånare per kvadratkilometer. Närmaste större samhälle är Terrassa, 12,5 km nordost om Martorell. 